# Jean Château (cyclisme)
Cet article concerne un coureur cycliste français. Pour le psychologue français, voir Jean Château.
Pour les articles homonymes, voir Château (homonymie).
Jean Paul Château (né le 11 décembre 1926 à Paris 7e et mort le 26 mai 2018 à Cabourg) est un coureur cycliste français, professionnel de 1950 à 1953.

## Palmarès sur route
- 1951
  - 7e du Championnats de France de cyclisme sur route
  - 5e de Grand Prix du Pneumatique
  - 7e des Boucles de la Seine

### Résultats sur les grands tours

#### Tour de France
1 participation
- 1951 : hors délai (2e étape)